# Джампа Тінлей Вангчен
Джампа Тінлей Вангчен (народ. 5 червня 1962) — тибетський буддійський наставник, геше, один із представників Далай-лами в Росії.

## Біографія

### Ранні роки та освіта
Джампа Тінлей народився в індійському Майсуру в сім'ї тибетських біженців. Після школи вступив до Центрального тибетського інституту у Варанасі (Північна Індія), після закінчення якого отримав ступінь Шастрі (бакалавра) філософії, санскриту, тибетської та англійської мов. З 1984 року близько п'яти років працював перекладачем у тибетських вчителів у буддійському інституті «Дорчже Чанг» у Новій Зеландії. У віці 25 років прийняв посвячення в духовний сан і став гелонгом. У 1993 році після трирічного самітництва в горах Дхарамсалі за бажанням Далай-лами XIV вирушив до Росії, щоб обійняти посаду його духовного представника. У лютому 1994 року в індійському монастирі Сера здав іспит на звання геше («доктор буддійської філософії»). Безпосередніми вчителями Джампа Тінлея є такі знамениті наставники сучасності, як Далай-лама XIV, геше Нгаванг Дарго, панорам Рінпоче, геше Намгьял Вангчен та інші.

### Діяльність в Росії

#### Заснування буддійських центрів

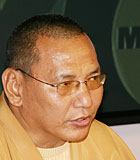
Фото Джампи Тінглея Вангчена

За роки своєї діяльності в Росії як духовного представника Далай-лами, а потім — радника у справах культури та релігії Тибету, геше Тінлей багато в чому сприяв відродженню та розвитку буддизму в традиційних регіонах його розповсюдження (Калмикія, Бурят-Монголія, Тува). З роками у нього стало з'являтися все більше учнів і в ряді міст Сибіру та європейської частини Росії, в результаті чого в них також утворилися буддійські центри. У 2005 році геше Тінлей зняв чернечі обіти за наполяганням його Святості. Одружений. Є дочка. Попри це, геше Тінлей продовжує організовувати центри і давати вчення в Росії.
Геше Тінлей є духовним керівником ряду буддійських центрів традиції Гелуг, у тому числі Московського буддійського центру Лами Цонкапи, центру «Зелена Тара» в Улан-Уде, центру «Ченрезі» в Елісті, центру «Манджушрі» в Кизилі, центру «Ваджрапані» в Єкатиренбурзі, центру «Атиша» в Іркутську, центру «Майтрейя» в Новосибірську, центру «тушіта» в Уфі, центру «Пунцог Чопел Лінг» в Ростові-на-Дону, центру «Чакрасамвара» в Красноярську, центру «Чітаматра» в Новокузнецьку і центру «Біла Тара» в Кисельовську.

#### Проповіді та книги
Джампа Тінлей — автор опублікованих російською мовою книг «Жива філософія і медитація тибетського буддизму» (1994), «Буддійські повчання» (1995), «До ясному світлі» (1995), «шаматха» (1995), "Смерть. Життя після смерті. Пхова "(1995), " Тантра — шлях до пробудження "(1996), " Сутра і тантра — коштовності тибетського буддизму "(1996), " Мудрість і співчуття "(1997), " Коментарі на коротку практику Ямантаки "(1998), «Розум і порожнеча» (1999), «Бодхичитта і шість пар» (2000) та ін, що видаються видавництвом «Цонкапи», створеному на базі Московського буддійського центру лами Цонкапи.